# دعاس (اسم)
دعاس هو اسم علم مذكر من أصل عربي، ومعناه هو من داعس، وهو الشديد الطعن بالرمح.

## وصلات خارجية
- موسوعة السلطان قابوس لأسماء العرب نسخة محفوظة 5 أبريل 2019 على موقع واي باك مشين.